# Вольхин, Александр Алексеевич
Александр Алексеевич Вольхин (28 августа 1897 года, село Черкаскуль, ныне Каслинский район, Челябинская область — 29 сентября 1974 года, Воронеж) — советский военный деятель, Генерал-майор (1940 и 1944).

## Биография
Александр Алексеевич Вольхин родился 28 августа 1897 года в селе Черкаскуль ныне Каслинского района Челябинской области.

#### Первая мировая и Гражданская войны
В мае 1916 года был призван в ряды Русской императорской армии, после чего был направлен в учебную команду 103-го запасного полка, дислоцированного в Уфе. В феврале 1917 года в звании младшего унтер-офицера с маршевой ротой убыл на фронт, где вскоре дезертировал.
В апреле 1917 года Вольхин был арестован и в мае вновь отправлен на фронт, где в чине унтер-офицера принимал участие в боевых действиях в составе пулемётной команды 20-го Заамурского полка (Юго-Западный фронт). Из рядов армии был демобилизован в декабре 1917 года.
В марте 1918 года был мобилизован рядовым в армию под командованием А. В. Колчака, из рядов которой дезертировал в августе 1919 года, а затем поступил в Самарский запасной полк в звании красноармейца и в январе 1920 года был назначен на должность писаря штаба полка, дислоцированного в Екатеринбурге. В апреле был направлен на учёбу на пехотные курсы в Кронштадте, после окончания которых в марте 1921 года был направлен на 5-е пехотные курсы в Петергофе. В составе курсантской бригады этих курсов Вольхин принимал участие в боевых действиях на Южном фронте.
В сентябре 1921 года был назначен на должность командира взвода 100-х пехотных курсов в Кронштадте.

#### Межвоенное время
В сентябре 1922 года был направлен на учёбу в Высшую военно-педагогическую школу имени Ф. Энгельса, после расформирования которой в декабре был направлен на учёбу в особое отделение 1-й пехотной школы, а в декабре 1923 года — 8-ю Петроградскую пехотную школу, которая приказом РВС СССР № 469 от 19 мая 1924 года влилась в Киевскую объединённую школу командиров РККА, после окончания которой в сентябре 1924 года был назначен на должность командира взвода в 24-й пехотной школе, дислоцированной во Владивостоке.
С марта 1925 года служил в 5-м Амурском стрелковом полку (2-я стрелковая дивизия) на должностях командира взвода, роты временно исполняющего должность командира батальона. В 1929 году принимал участие в конфликте на КВЖД, находясь на должности командира роты.
В марте 1930 года Вольхин был направлен на учёбу в Военную академию имени М. В. Фрунзе, после окончания которой в мае 1933 года был назначен на должность начальника штаба 11-го стрелкового полка (37-я стрелковая дивизия), в феврале 1936 года — на должность помощника начальника 1-го отдела штаба 4-го стрелкового корпуса (Белорусский военный округ), в июле 1937 года — на должность командира 5-го стрелкового полка (2-я стрелковая дивизия), а в августе 1939 года — на должность командира 145-й стрелковой дивизии (Орловский военный округ). Принимал участие в походе в Западную Белоруссию.

#### Великая Отечественная война
С июля 1941 года дивизия под командованием Александра Алексеевича Вольхина в составе 28-й армии (Западный фронт) принимала участие в боевых действиях в ходе Смоленского сражения в составе так называемой группы Качалова. 23 июля дивизия наряду с 149-й стрелковой и 104-й танковой дивизиями армии участвовала в ходе контрудара из района города Рославль по направлении Починки — Смоленск 26 июля Вольхин был обвинён в неоправданно больших потерях в живой силе и технике и отстранён от командования дивизией С 27 июля находился в Штабе Армии, где узнал, что группа Качалова в начале августа оказалась в окружении Потери 145 стр. дивизии в ходе смоленского сражения во многом были обусловлены тем, что приказы командующего группой отдавались полкам дивизий (403, 599, сибирский 340) непосредственно командирам полков, минуя комдива. В докладе на заседании военно-научного общества Воронежского дома офицеров Вольхин подробно изложил ход боевых действий 145 стрелковой дивизии в начале ВОВ.
В августе 1941 года был назначен на должность командира 16-й запасной стрелковой бригады (Северо-Кавказский военный округ), а в июле 1942 года — на должность командира 147-й стрелковой дивизии 62 Армии (Сталинградский фронт) генерал-майора В. Я. Колпакчи. Ведя оборону с превосходящими силами противника на правом берегу Дона большая группа войск 62 Армии попала в окружение в районе Суровикино — Пятиизбянский (33-я гвардейская, 147-я, 181-я и 229-я стрелковые дивизии). Под мощным воздействием противника дивизии продолжали сражаться, находясь в окружении, но были расколоты на мелкие группы, которые переправлялись вплавь на восточный берег Дона. Комдивы 181 и 229 сд погибли. Генерал-майор Колпакчи был снят с занимаемой должности и отозван с фронта. Оставшийся в живых генерал-майор Вольхин за потерю управления дивизией и понесённые потери был отстранён от должности, предан суду военного трибунала, приговорен к расстрелу, лишён воинского звания «генерал-майор». Постановлением Президиума Верховного Совета СССР высшая мера наказания в декабре 1942 года была заменена на 10 лет лишения свободы в ИТЛ с отправкой на фронт и с присвоением воинского звания «майор».
В феврале 1943 года был назначен на должность заместителя командира, а затем — на должность командира стрелкового полка, в составе 251-й стрелковой дивизии. В ходе боевых действий проявил себя смелым, решительным и энергичным командиром, а в марте 1943 года определением военного трибунала судимость с него была снята, возвращены орден Красного Знамени и медаль «20 лет РККА», возвращён партийный стаж с 1919 года.
В августе 1943 года в звании майора назначен командиром 251-й стрелковой дивизии (39-я армия, 1-й Прибалтийский фронт), которая в ходе Витебско-Оршанской наступательной операции успешно участвовала при прорыве Витебского укрепленного района и освобождении Витебска, за что дивизии было присвоено почётное наименование «Витебская Краснознамённая». 16 января 1944 года восстановлен в звании генерал-майор.
С июля 1944 года исполнял должность командира 45-го стрелкового корпуса, который в составе успешно действовал в ходе Витебско-Оршанской, Минской, Вильнюсской и Каунасской наступательных операциях.
В ноябре 1944 года был назначен на должность командира 371-й стрелковой дивизии, которая успешно принимала участие в боевых действиях в Восточной Пруссии и прошла с боями от города Шталлупенен до города Инстербург.
В феврале 1945 года генерал-майор Вольхин был назначен на должность заместителя командира 54-го стрелкового корпуса, который принимал участие в ходе Восточно-Прусской наступательной операции.

#### Послевоенная карьера
После окончания войны генерал-майор Вольхин находился на той же должности.
В феврале 1946 года был назначен на должность командира 263-й стрелковой дивизии (Таврический военный округ), в июле — на должность командира 19-й отдельной стрелковой бригады, в марте 1947 года — на должность начальника курсов усовершенствования офицеров пехоты Московского военного округа, а в январе 1948 года — на должность начальника Объединённых курсов усовершенствования офицерского состава Московского военного округа.
В марте 1950 года был направлен на учёбу на курсы усовершенствования командиров стрелковых дивизий при Военной академии имени М. В. Фрунзе, после окончания которых в мае 1951 года был назначен на должность начальника военной кафедры Воронежского лесохозяйственного института.
Генерал-майор Александр Алексеевич Вольхин в июне 1953 года вышел в запас. Умер 29 сентября 1974 года в Воронеже.
29 августа 2003 года официально реабилитирован на основании п. «а» ст. 3 Закона РФ от 18 октября 1991 года «О реабилитации жертв политических репрессий».

## Награды
- Орден Ленина (21.02.1945);
- Пять орденов Красного Знамени (1929, 12.03.1943, 25.10.1943, 3.11.1944, 17.06.1949) годы;
- Орден Суворова II степени (19.04.1945);
- Орден Красной Звезды (28.10.1967)[1];
- медали.

## Память
В Волгоградской области у города Суровикино воздвигнут мемориал «Калинова Гора» где установлена стелла в честь героически сражавшихся во время ВОВ 147 и 229 стрелковых дивизий.
В историко-краеведческих музеях городов Рославль, Сафоново и др. Смоленской области хранятся ордена Суворова, Красного Знамени, китель, фуражка и портсигар подаренный солдатами.